# Spezi (nápoj)

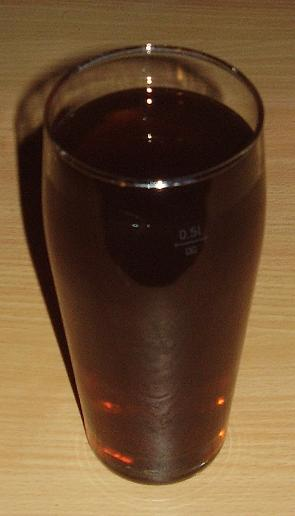
Spezi v půllitru

Spezi (česky vyslovnost [špeci]) je německý kolový nápoj složený z koly a pomerančové limonády. Ačkoliv je spezi registrovaná obchodní značka, je v německy mluvících zemích tento název synonymem pro jakýkoliv mix koly a pomerančové limonády.

## Obchodní značka Spezi
Samotná obchodní značka Spezi patří pivovaru Riegele z Augsburgu. Další firmy proto nápoj, který si hosté v restauracích objednávají jako spezi, označují vlastními obchodními známkami. The Coca-Cola Company prodává spezi pod názvem Mezzo Mix, PepsiCO používá značku Schwip Schwapp.

## Spezi v Česku
Spezi lze najít jako položku v nápojovém listu restaurací zaměřených převážně na německy mluvící klientelu.
Před rokem 2003 byla možnost koupit mix koly a pomerančové limonády v obchodech řetězce Lidl pod privátní značkou Freeway. Od roku 2003 byla v České republice po dobu několika let prodávána spezi z distribuce PepsiCo pod značkou Schwip Schwapp.
V roce 2020 byl v Česku distribuován nápoj Spezi vyráběný se svolením společnosti Riegele v Bosně a Hercegovině (ačkoliv lahve samotné byly označeny nápisem German quality).
V roce 2022 a 2023 se v českých pobočkách obchodního řetězce Norma prodávala v rámci akcí verze spezi z produkce The Coca-Cola Company, pod značkou Mezzo Mix.